# Albert Bodmer (Badminton)
Albert Bodmer (* um 1940) ist ein Schweizer Badmintonspieler. 

## Karriere
Albert Bodmer wurde 1965 nationaler Meister in der Schweiz, wobei er sowohl im Herrendoppel als auch im Mixed erfolgreich war. 1961 hatte er bereits Silber im Doppel gewonnen.

## Sportliche Erfolge
| Saison | Veranstaltung                   | Disziplin    | Platz | Name                               |
| ------ | ------------------------------- | ------------ | ----- | ---------------------------------- |
| 1965   | Schweizer Einzelmeisterschaften | Mixed        | 1     | Albert Bodmer / Heidi Müller       |
| 1965   | Schweizer Einzelmeisterschaften | Herrendoppel | 1     | Albert Bodmer / Hans-Peter Conzett |